# Інтегральні мембранні білки
Інтегра́льні мембра́нні білки́ — білки (або білкові комплекси), що постійно зв'язані з біологічними мембранами. Ці білки можуть бути відокремлені від біологічних мембран тільки за допомогою детергентів, неполярних розчинників або іноді денатуратних агентів.
Інтегральні мембранні білки охоплюють дуже істотну фракцію білків геному.

## Структура
Зараз визначені тривимірні структури з атомною роздільною здатністю тільки близько 160 різних інтегральних мембранних білків, за допомогою рентгеноструктурного аналізу або ЯМР-спектроскопії через труднощі з очищенням і кристалізацією. Крім того, в банку даних білків доступні структури багатьох розчинних у воді частин інтегральних мембранних білків. В даному вимадку, альфа-спіралі цих білків, зв'язані з мембраною, були усунені щоб полегшити очишення і кристалізацію.
Інтегральні мембранні білки поділяють на дві головні групи:
1. Трансмембранні білки
2. Периферійні мембранні білки (або монотопні мембранні білки)

## Інтегральні трансмембранні білки
Найзагальніший тип інтегральних мембранних білків — трансмембранні білки (TM, від англ. transmemprane proteins), що проходять крізь біологічну мембрана. Ці білки можуть перетинати мембрану однократно або багатократно. Трансмембранні білки категоризуються як білки I типу, якщо їх N-кінець знаходиться за межами цитоплазми, або II-типу, якщо їх C-кінець знаходиться за межами цитоплазми.

## Інтегральні монотопні білки
Інтегральні монотопні білки постійно приєднані до мембрани лише одним кінцем. Зараз визначені тривимірні структури наступних інтегральних монотопних білків:
- Простогландин H2 1 і 2 синтази (циклооксигенази)  [Архівовано 17 грудня 2007 у Wayback Machine.]
- Ланостерол синтаза і сквален-хопен циклаза  [Архівовано 9 травня 2008 у Wayback Machine.]
- Мікросомна простогландин E синтаза  [Архівовано 16 жовтня 2007 у Wayback Machine.]
- Карнанан O-пальмітоїлтрансфераза 2  [Архівовано 17 грудня 2007 у Wayback Machine.].

Існують також структури областей інтегральних мембранних білків:
- Моноамін-оксидаза A і B  [Архівовано 29 вересня 2011 у Wayback Machine.]
- Амідна гідролаза жирних кислот  [Архівовано 17 грудня 2007 у Wayback Machine.]
- Цитохром-P450-оксидаза ссавців  [Архівовано 17 липня 2011 у Wayback Machine.]
- Кортикостероїдна 11-бета-дегідрогеназа  [Архівовано 9 лютого 2012 у Wayback Machine.].

Такі області вимагають детергентів для очишення і кристалізації, навіть після усунення їх трансмембранних спіралей .

## Функція
Інтегральні мембранні білки зазвичай є транспортерами, іонними каналами, рецепторами, ферментами, структурними білками, білками, що залучені в накопичення і передачу енергії і білками, що відповідають за адгезію клітин. Класифікація транспортерів може бути знайдена на сайті бази даних TCDB [Архівовано 3 січня 2014 у Wayback Machine.].

## Приклади
Приклади інтегральних трансмембранних білків:
- Інтегрин
- Кадгерин
- Інсуліновий рецептор
- NCAM1
- Селектин
- Глікопорин
- Родопсин
- CD36